# Wifredo Lam
Wifredo Óscar de la Concepción Lam y Castilla, známější jako Wifredo Lam (8. prosince 1902 Sagua La Grande Kuba – 11. září 1982 Paříž) byl kubánský malíř, hlásící se k surrealismu.

## Život
Wifredo Lam byl protagonistou malby spojující západní modernismus se symboly Afriky a Karibiku, čímž vytvořil jedinečný a současný styl. Po studiích ve Španělsku, kde v roce 1931 zemřela jeho žena a dcera, se v roce 1937 v Paříži setkal s Pablo Picassem, což ho natrvalo ovlivnilo. Se surrealisty a s André Bretonem se seznámil v Marseille roku 1940 na cestě do exilu. Poté se vrátil na Kubu, kde rozvíjel své dílo. Po druhé světové válce se vrátil do Paříže a účastnil se všech surrealistických výstav, počínaje výstavou First papers v roce 1942. Později spolupracoval i s hnutími Phases a CoBrA. Koncem 50. let se usadil v Itálii, kde byl stižen cévní mozkovou příhodou a upoután na kolečkové křeslo. Zemřel v Paříži. Po smrti mu byl v Havaně vystrojen národní pohřeb.

## Výstavy
výběr
- Wifredo Lam Peintures, Galerie Pierre, Paříž 1939.
- Drawings by Picasso and Gouaches by Wifredo Lam, Perls Gallery, New York 1939.
- Lam Paintings, Pierre Matisse Gallery, New York 1942.
- Wifredo Lam, Galerie Pierre, Paříž. 1945.
- Lam, Centre d'art Galerie, Port au Prince, Haïti,1946.
- The Cuban Painter Wifredo Lam, The London Gallery, Londýn 1946.
- Lam : Obras Recientes 1950, Parque Central, Havana, 1950.
- Wifredo Lam, Musée des beaux-arts de Caracas, 1955.
- Wifredo Lam, University of Notre Dame, Notre Dame,1961.
- Wifredo Lam, Hannover, Kestner-Gesellschaft, 1966, 1967; Amsterdam, Stedelijk Museum, 1967; Stockholm, Moderna Museet, 1967; Bruxelles, Palais des Beaux-Arts, 1967.
- Wifredo Lam, Galerie Krugier, Ženeva. 1970.
- Wifredo Lam, Charlottenlund, (Denmark), 1977.
- Homenaje a Wifredo Lam 1902-1982, Museo Nacional de Arte Contemporaneo, Madrid, 1982
- Wifredo Lam, œuvres de Cuba, Maison de l'Amérique latine, Paříž, 1989.
- Wifredo Lam: A Retrospective of Works on Paper, Americas Society, New York, 1992; Fundacio La Caixa, Barcelone, 1993.
- Wifredo Lam, Museo Nacional Centro de Arte Reina Sofia, Madrid, 1992; Fundacio Miro, Barcelone, 1993.
- Lam métis, Fondation Dapper, Paris, 2002.
- Wifredo Lam : The Changing Image, Centennial Exhibition, Yokohama Museum of Art, Yokohama, 2003.
- Wifredo Lam in North America", Haggerty Museum of Art, Marquette University, Milwaukee 2008; Miami Art Museum, Miami, 8
- Wifredo Lam, gravuras, Caixa Cultural de Rio de Janeiro, Rio de Janeiro, 2010
- Wifredo Lam 1902-1982 : Voyages entre caraïbes et avant-gardes, Musée des Beaux-Arts de Nantes, France 2010.
- Césaire, Lam, Picasso, Nous nous sommes trouvés, Galerie nationales du Grand Palais, Paris 2011.
- Wifredo Lam, Imagining New Worlds, McMullen Museum of Art, Boston, 2014; High Museum of Art, Atlanta, 2015
- Wifredo Lam, Musée national d'Art Moderne, Centre Georges Pompidou, Paris, 2015-2016; Museo Nacional Centro de Arte Reina Sofia, Madrid, 2016; Tate Modern, Londýn, 2016-2017.